# مایکل تین
مایکل تین (انگلیسی: Michael Tien؛ زادهٔ ۲۵ اوت ۱۹۵۰) سیاستمدار، اهالی کسب‌وکار و کارآفرین اهل هنگ کنگ است، که در سال ۱۹۸۰ شرکت جی۲۰۰۰ را تأسیس کرد.